# Нігеб (фараон)
Нігеб — давньоєгипетський фараон додинастичного періоду, який правив Нижнім Єгиптом наприкінці IV тисячоліття до н. е. й умовно належить до нульової династії.

## Життєпис
Відомості про нього містяться лише на Палермському камені, дотепер немає жодного іншого свідчення про його особу. Його ім'я перекладається як «Пов'язаний з плугом».

## См.також
- Список керівників держав 4 тисячоліття до н.е.